# Danh sách tiểu hành tinh: 5101–5200
| Tên                | Tên đầu tiên | Ngày phát hiện       | Nơi phát hiện           | Người phát hiện                                        |
| ------------------ | ------------ | -------------------- | ----------------------- | ------------------------------------------------------ |
| 5101 Akhmerov      | 1985 UB5     | 22 tháng 10 năm 1985 | Nauchnij                | L. V. Zhuravleva                                       |
| 5102 Benfranklin   | 1986 RD1     | 2 tháng 9 năm 1986   | Kleť                    | A. Mrkos                                               |
| 5103 Diviš         | 1986 RP1     | 4 tháng 9 năm 1986   | Kleť                    | A. Mrkos                                               |
| 5104 Skripnichenko | 1986 RU5     | 7 tháng 9 năm 1986   | Nauchnij                | L. I. Chernykh                                         |
| 5105 Westerhout    | 1986 TM1     | 4 tháng 10 năm 1986  | Anderson Mesa           | E. Bowell                                              |
| 5106 Mortensen     | 1987 DJ      | 19 tháng 2 năm 1987  | Đài thiên văn Brorfelde | P. Jensen                                              |
| 5107               | 1987 DS6     | 24 tháng 2 năm 1987  | La Silla                | H. Debehogne                                           |
| 5108 Lübeck        | 1987 QG2     | 21 tháng 8 năm 1987  | La Silla                | E. W. Elst                                             |
| 5109 Robertmiller  | 1987 RM1     | 13 tháng 9 năm 1987  | La Silla                | H. Debehogne                                           |
| 5110 Belgirate     | 1987 SV      | 19 tháng 9 năm 1987  | Anderson Mesa           | E. Bowell                                              |
| 5111 Jacliff       | 1987 SE4     | 29 tháng 9 năm 1987  | Anderson Mesa           | E. Bowell                                              |
| 5112 Kusaji        | 1987 SM13    | 23 tháng 9 năm 1987  | Kushiro                 | S. Ueda, H. Kaneda                                     |
| 5113 Kohno         | 1988 BN      | 19 tháng 1 năm 1988  | Geisei                  | T. Seki                                                |
| 5114 Yezo          | 1988 CO      | 15 tháng 2 năm 1988  | Kushiro                 | S. Ueda, H. Kaneda                                     |
| 5115 Frimout       | 1988 CD4     | 13 tháng 2 năm 1988  | La Silla                | E. W. Elst                                             |
| 5116 Korsør        | 1988 EU      | 13 tháng 3 năm 1988  | Đài thiên văn Brorfelde | P. Jensen                                              |
| 5117 Mokotoyama    | 1988 GH      | 8 tháng 4 năm 1988   | Kitami                  | K. Endate, K. Watanabe                                 |
| 5118 Elnapoul      | 1988 RB      | 7 tháng 9 năm 1988   | Đài thiên văn Brorfelde | P. Jensen                                              |
| 5119               | 1988 RA1     | 8 tháng 9 năm 1988   | Brorfelde               | P. Jensen                                              |
| 5120 Bitias        | 1988 TZ1     | 13 tháng 10 năm 1988 | Palomar                 | C. S. Shoemaker                                        |
| 5121 Numazawa      | 1989 AX1     | 15 tháng 1 năm 1989  | Kitami                  | M. Yanai, K. Watanabe                                  |
| 5122 Mucha         | 1989 AZ1     | 3 tháng 1 năm 1989   | Kleť                    | A. Mrkos                                               |
| 5123               | 1989 BL      | 28 tháng 1 năm 1989  | Gekko                   | Y. Oshima                                              |
| 5124 Muraoka       | 1989 CW      | 4 tháng 2 năm 1989   | Geisei                  | T. Seki                                                |
| 5125 Okushiri      | 1989 CN1     | 10 tháng 2 năm 1989  | Kushiro                 | S. Ueda, H. Kaneda                                     |
| 5126 Achaemenides  | 1989 CH2     | 1 tháng 2 năm 1989   | Palomar                 | C. S. Shoemaker                                        |
| 5127 Bruhns        | 1989 CO3     | 4 tháng 2 năm 1989   | La Silla                | E. W. Elst                                             |
| 5128 Wakabayashi   | 1989 FJ      | 30 tháng 3 năm 1989  | Ayashi Station          | M. Koishikawa                                          |
| 5129 Groom         | 1989 GN      | 7 tháng 4 năm 1989   | Palomar                 | E. F. Helin                                            |
| 5130 Ilioneus      | 1989 SC7     | 30 tháng 9 năm 1989  | Palomar                 | C. S. Shoemaker                                        |
| 5131               | 1990 BG      | 21 tháng 1 năm 1990  | Palomar                 | E. F. Helin, B. Roman                                  |
| 5132 Maynard       | 1990 ME      | 22 tháng 6 năm 1990  | Palomar                 | H. E. Holt                                             |
| 5133 Phillipadams  | 1990 PA      | 12 tháng 8 năm 1990  | Siding Spring           | R. H. McNaught                                         |
| 5134 Ebilson       | 1990 SM2     | 17 tháng 9 năm 1990  | Palomar                 | H. E. Holt                                             |
| 5135 Nibutani      | 1990 UE      | 16 tháng 10 năm 1990 | Kushiro                 | S. Ueda, H. Kaneda                                     |
| 5136 Baggaley      | 1990 UG2     | 20 tháng 10 năm 1990 | Siding Spring           | R. H. McNaught                                         |
| 5137 Frevert       | 1990 VC      | 8 tháng 11 năm 1990  | Chions                  | J. M. Baur                                             |
| 5138 Gyoda         | 1990 VD2     | 13 tháng 11 năm 1990 | Okutama                 | T. Hioki, S. Hayakawa                                  |
| 5139 Rumoi         | 1990 VH4     | 13 tháng 11 năm 1990 | Kagoshima               | M. Mukai, M. Takeishi                                  |
| 5140 Kida          | 1990 XH      | 8 tháng 12 năm 1990  | Kushiro                 | S. Ueda, H. Kaneda                                     |
| 5141 Tachibana     | 1990 YB      | 16 tháng 12 năm 1990 | Geisei                  | T. Seki                                                |
| 5142 Okutama       | 1990 YD      | 18 tháng 12 năm 1990 | Okutama                 | T. Hioki, S. Hayakawa                                  |
| 5143 Heracles      | 1991 VL      | 7 tháng 11 năm 1991  | Palomar                 | C. S. Shoemaker                                        |
| 5144 Achates       | 1991 XX      | 2 tháng 12 năm 1991  | Palomar                 | C. S. Shoemaker                                        |
| 5145 Pholus        | 1992 AD      | 9 tháng 1 năm 1992   | Kitt Peak               | Spacewatch                                             |
| 5146 Moiwa         | 1992 BP      | 28 tháng 1 năm 1992  | Kushiro                 | S. Ueda, H. Kaneda                                     |
| 5147 Maruyama      | 1992 BQ      | 28 tháng 1 năm 1992  | Kushiro                 | S. Ueda, H. Kaneda                                     |
| 5148 Giordano      | 5557 P-L     | 17 tháng 10 năm 1960 | Palomar                 | C. J. van Houten, I. van Houten-Groeneveld, T. Gehrels |
| 5149 Leibniz       | 6582 P-L     | 24 tháng 9 năm 1960  | Palomar                 | C. J. van Houten, I. van Houten-Groeneveld, T. Gehrels |
| 5150 Fellini       | 7571 P-L     | 17 tháng 10 năm 1960 | Palomar                 | C. J. van Houten, I. van Houten-Groeneveld, T. Gehrels |
| 5151 Weerstra      | 2160 T-2     | 29 tháng 9 năm 1973  | Palomar                 | C. J. van Houten, I. van Houten-Groeneveld, T. Gehrels |
| 5152 Labs          | 1931 UD      | 18 tháng 10 năm 1931 | Heidelberg              | K. Reinmuth                                            |
| 5153               | 1940 GO      | 9 tháng 4 năm 1940   | Turku                   | Y. Väisälä                                             |
| 5154 Leonov        | 1969 TL1     | 8 tháng 10 năm 1969  | Nauchnij                | L. I. Chernykh                                         |
| 5155 Denisyuk      | 1972 HR      | 18 tháng 4 năm 1972  | Nauchnij                | T. M. Smirnova                                         |
| 5156 Golant        | 1972 KL      | 18 tháng 5 năm 1972  | Nauchnij                | T. M. Smirnova                                         |
| 5157 Hindemith     | 1973 UB5     | 27 tháng 10 năm 1973 | Tautenburg Observatory  | F. Börngen                                             |
| 5158 Ogarev        | 1976 YY      | 16 tháng 12 năm 1976 | Nauchnij                | L. I. Chernykh                                         |
| 5159 Burbine       | 1977 RG      | 9 tháng 9 năm 1977   | Harvard Observatory     | Harvard Observatory                                    |
| 5160 Camoes        | 1979 YO      | 23 tháng 12 năm 1979 | La Silla                | H. Debehogne, E. R. Netto                              |
| 5161 Wightman      | 1980 TX3     | 9 tháng 10 năm 1980  | Palomar                 | C. S. Shoemaker                                        |
| 5162 Piemonte      | 1982 BW      | 18 tháng 1 năm 1982  | Anderson Mesa           | E. Bowell                                              |
| 5163               | 1983 TD2     | 9 tháng 10 năm 1983  | Anderson Mesa           | J. Wagner                                              |
| 5164 Mullo         | 1984 WE1     | 20 tháng 11 năm 1984 | Caussols                | C. Pollas                                              |
| 5165 Videnom       | 1985 CG      | 11 tháng 2 năm 1985  | Đài thiên văn Brorfelde | Copenhagen Observatory                                 |
| 5166 Olson         | 1985 FU1     | 22 tháng 3 năm 1985  | Anderson Mesa           | E. Bowell                                              |
| 5167 Joeharms      | 1985 GU1     | 11 tháng 4 năm 1985  | Palomar                 | C. S. Shoemaker, E. M. Shoemaker                       |
| 5168 Jenner        | 1986 EJ      | 6 tháng 3 năm 1986   | Palomar                 | C. S. Shoemaker, E. M. Shoemaker                       |
| 5169 Duffell       | 1986 RU2     | 6 tháng 9 năm 1986   | Anderson Mesa           | E. Bowell                                              |
| 5170 Sissons       | 1987 EH      | 3 tháng 3 năm 1987   | Anderson Mesa           | E. Bowell                                              |
| 5171 Augustesen    | 1987 SQ3     | 25 tháng 9 năm 1987  | Đài thiên văn Brorfelde | P. Jensen                                              |
| 5172 Yoshiyuki     | 1987 UX1     | 28 tháng 10 năm 1987 | Kushiro                 | S. Ueda, H. Kaneda                                     |
| 5173 Stjerneborg   | 1988 EM1     | 13 tháng 3 năm 1988  | Đài thiên văn Brorfelde | P. Jensen                                              |
| 5174 Okugi         | 1988 HF      | 16 tháng 4 năm 1988  | Kitami                  | M. Yanai, K. Watanabe                                  |
| 5175 Ables         | 1988 VS4     | 4 tháng 11 năm 1988  | Palomar                 | C. S. Shoemaker, E. M. Shoemaker                       |
| 5176 Yoichi        | 1989 AU      | 4 tháng 1 năm 1989   | Kushiro                 | S. Ueda, H. Kaneda                                     |
| 5177 Hugowolf      | 1989 AY6     | 10 tháng 1 năm 1989  | Tautenburg Observatory  | F. Börngen                                             |
| 5178 Pattazhy      | 1989 CD4     | 1 tháng 2 năm 1989   | Kavalur                 | R. Rajamohan                                           |
| 5179 Takeshima     | 1989 EO1     | 1 tháng 3 năm 1989   | Geisei                  | T. Seki                                                |
| 5180 Ohno          | 1989 GF      | 6 tháng 4 năm 1989   | Kitami                  | T. Fujii, K. Watanabe                                  |
| 5181 SURF          | 1989 GO      | 7 tháng 4 năm 1989   | Palomar                 | E. F. Helin                                            |
| 5182 Bray          | 1989 NE      | 1 tháng 7 năm 1989   | Palomar                 | E. F. Helin                                            |
| 5183 Robyn         | 1990 OA1     | 22 tháng 7 năm 1990  | Palomar                 | E. F. Helin                                            |
| 5184 Cavaillé-Coll | 1990 QY7     | 16 tháng 8 năm 1990  | La Silla                | E. W. Elst                                             |
| 5185 Alerossi      | 1990 RV2     | 15 tháng 9 năm 1990  | Palomar                 | H. E. Holt                                             |
| 5186 Donalu        | 1990 SB4     | 22 tháng 9 năm 1990  | Palomar                 | B. Roman                                               |
| 5187 Domon         | 1990 TK1     | 15 tháng 10 năm 1990 | Kitami                  | K. Endate, K. Watanabe                                 |
| 5188 Paine         | 1990 TZ2     | 15 tháng 10 năm 1990 | Palomar                 | E. F. Helin                                            |
| 5189               | 1990 UQ      | 20 tháng 10 năm 1990 | Siding Spring           | R. H. McNaught                                         |
| 5190               | 1990 UR2     | 16 tháng 10 năm 1990 | Kushiro                 | S. Ueda, H. Kaneda                                     |
| 5191               | 1990 VO3     | 13 tháng 11 năm 1990 | Kushiro                 | S. Ueda, H. Kaneda                                     |
| 5192 Yabuki        | 1991 CC      | 4 tháng 2 năm 1991   | Kitami                  | T. Fujii, K. Watanabe                                  |
| 5193 Tanakawataru  | 1992 ET      | 7 tháng 3 năm 1992   | Kushiro                 | S. Ueda, H. Kaneda                                     |
| 5194 Böttger       | 4641 P-L     | 24 tháng 9 năm 1960  | Palomar                 | C. J. van Houten, I. van Houten-Groeneveld, T. Gehrels |
| 5195 Kaendler      | 3289 T-1     | 26 tháng 3 năm 1971  | Palomar                 | C. J. van Houten, I. van Houten-Groeneveld, T. Gehrels |
| 5196 Bustelli      | 3102 T-2     | 30 tháng 9 năm 1973  | Palomar                 | C. J. van Houten, I. van Houten-Groeneveld, T. Gehrels |
| 5197 Rottmann      | 4265 T-2     | 29 tháng 9 năm 1973  | Palomar                 | C. J. van Houten, I. van Houten-Groeneveld, T. Gehrels |
| 5198 Fongyunwah    | 1975 BP1     | 16 tháng 1 năm 1975  | Nanking                 | Purple Mountain Observatory                            |
| 5199 Dortmund      | 1981 RP2     | 7 tháng 9 năm 1981   | Nauchnij                | L. G. Karachkina                                       |
| 5200 Pamal         | 1983 CM      | 11 tháng 2 năm 1983  | Anderson Mesa           | E. Bowell                                              |